# Lực lượng Phòng vệ Biển Nhật Bản
Lực lượng Phòng vệ Biển Nhật Bản (tiếng Nhật: かいじょうじえいたい (海上自衛隊 (Hải thượng Tự vệ đội) Kaijō Jieitai)), lược xưng là Hải tự (海自/ かいじ) là một trong ba quân chủng thuộc Lực lượng Phòng vệ Nhật Bản. Sau năm 1945, Lục quân Đế quốc Nhật Bản và Hải quân Đế quốc Nhật Bản bị giải tán, thay thế bằng Lực lượng Phòng vệ Nhật Bản bao gồm 3 quân chủng là Lực lượng Phòng vệ Mặt đất Nhật Bản, Lực lượng Phòng vệ Biển Nhật Bản và Lực lượng Phòng vệ Trên không Nhật Bản.

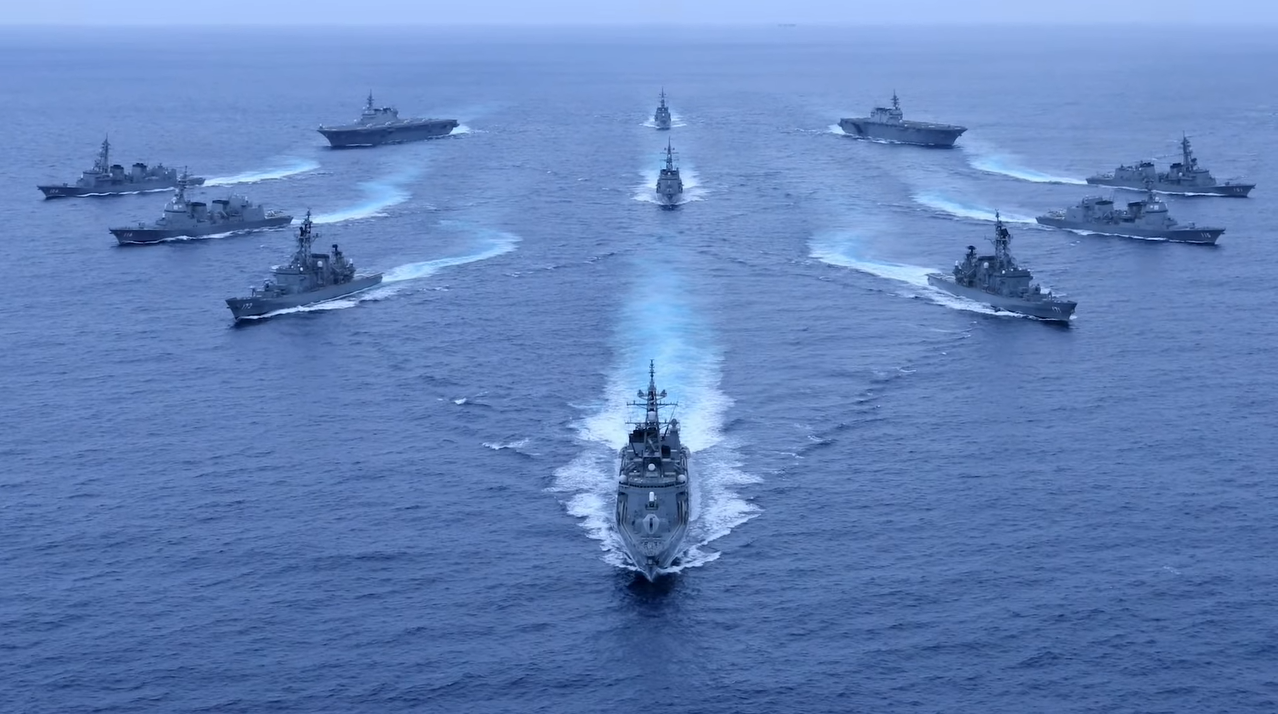
huấn luyện quân sự

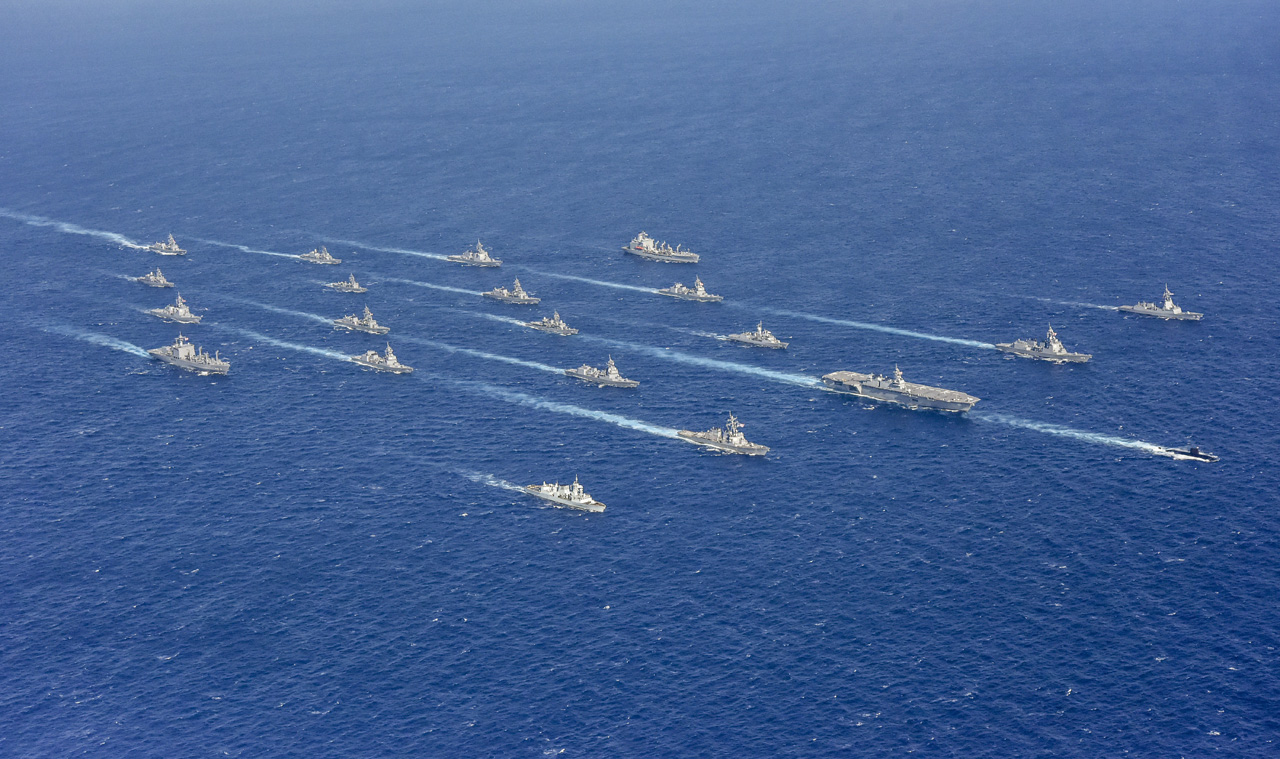
huấn luyện quân sự

Lực lượng Phòng vệ Biển Nhật Bản có một hạm đội lớn và nhiệm vụ chính của lực lượng này là duy trì quyền kiểm soát các tuyến đường biển của quốc gia và tuần tra vùng lãnh hải, vùng tiếp giáp lãnh hải. Hiến pháp Nhật Bản cấm việc đưa quân tham chiến ở nước ngoài, tuy nhiên Lực lượng Phòng vệ Biển Nhật Bản gần đây cũng đã tăng cường tham gia vào các hoạt động gìn giữ hòa bình của Liên Hợp Quốc.

## Tên gọi
Danh xưng chính thức của lực lượng này là Đội tự vệ trên biển (警察予備隊 (Hải thượng Tự vệ đội) Kaijō Jieitai), tên chính thức tiếng Anh là Japan Maritime Self-Defense Force, viết tắt là JMSDF. Tuy nhiên, nhiều tài liệu Việt ngữ thường gọi lực lượng này là Lực lượng Phòng vệ Biển Nhật Bản, Lực lượng Phòng vệ Hàng hải Nhật Bản, hay Lực lượng Tự vệ Biển Nhật Bản. Tuy nhiên, tại Hàn Quốc và một số bài báo Việt Nam thì gọi lực lượng này vằn cái tên vắn tắt và đúng bản chất hơn là Hải quân Nhật Bản. Dù vậy, tên gọi vắn tắt này rất dễ nhầm lẫn và dễ gợi nhớ đến Hải quân Đế quốc Nhật Bản, nên về phương diện chính thức, danh xưng Hải quân Nhật Bản không được dùng đến.

## Lịch sử
Sau khi Nhật Bản thua trận tại Thế chiến thứ 2, cùng với Tuyên bố đầu hàng được ký kết vào ngày 2 tháng 9 năm 1945 Hải quân Đế quốc Nhật Bản bị giải thể theo tuyên bố Potsdam. Các chiến hạm không còn được trang bị vũ khí, một số bị quân đồng minh tịch thu. Những tàu còn lại chỉ dùng để chở binh sĩ Nhật hồi hương hoặc gỡ mìn trong khu vực quanh biển Nhật Bản. Cùng với Bộ Lục quân, Bộ Hải quân bị giải thể.
Năm 1946, từ lực lượng còn lại sau khi giải thể của hải quân, Cục An ninh hàng hải được thành lập, đặt trong sự quản lý của Bộ giao thông vận tải Nhật Bản.
Năm 1952, Cảnh sát biển Nhật Bản được thành lập trên cơ sở của Cục An ninh hàng hải. Cũng trong năm đó, Đội Cảnh bị trên biển được chuyển thành Cảnh bị đội trực thuộc Cục Bảo an Nhật Bản.
Ngày 1 tháng 7 năm 1954, Cục Bảo an được đổi thành Cục Phòng vệ. Song song với sự kiện trên, Cảnh bị đội chính thức được đổi tên thành Hải thượng Tự vệ đội, trực thuộc Cục Phòng vệ Nhật Bản.
Ngày 9 tháng 1 năm 2007, Cục Phòng vệ Nhật Bản được nâng cấp thành Bộ Quốc phòng Nhật Bản.

## Trang bị
Lực lượng Phòng vệ Biển Nhật Bản được trang bị nhiều và hiện đại. Mặc dù hiện không sở hữu tàu sân bay nào, nhưng họ có 2 tàu khu trục lớp Hyūga trọng tải 18.000 tấn có thể chở 11 máy bay trực thăng cùng đơn vị đổ bộ và 1 tàu lớp Izumo có lượng giãn nước tới 27.000 tấn có thể chở 9 trực thăng trên boong và 14 trực thăng trong kho chứa. Có nguồn tin, tàu sân bay trực thăng Izumo có thể mang được máy bay F-35B do Mỹ chế tạo.
Nhóm tàu khu trục trang bị tên lửa có điều khiển (DDG) gồm 2 tàu lớp Atago trọng tải 10.000 tấn (đầy tải), 4 tàu lớp Kongō trọng tải 9.500 tấn (chuẩn bị lắp hệ thống tên lửa đánh chặn SM-3), 2 tàu lớp Hatakaze trọng tải 4.600 tấn. Nhóm tàu khu trục thông thường (DG) gồm 4 tàu lớp Akizuki trọng tải 6.800 tấn, 5 tàu lớp Takanami trọng tải 6.500 tấn, 9 tàu lớp Murasame trọng tải 6.100 tấn, 8 tàu lớp Asagiri trọng tải 4.900 tấn, 6 tàu lớp Abukuma trọng tải 2.500 tấn.
Về tàu ngầm, dù không có tàu ngầm hạt nhân, nhưng Nhật Bản là một trong số các quốc gia có nhiều tàu ngầm diesel-điện ở châu Á cũng như trên thế giới với những đặc điểm kỹ - chiến thuật tương đối cao và sở hữu vũ khí điện tử, ngư lôi và tên lửa hiện đại. Hiện tại, Lực lượng Phòng vệ Biển Nhật Bản đang sở hữu 12 tàu ngầm tấn công lớp Sōryū, 9 tàu lớp Oyashio, 3 tàu lớp Harushio (dùng cho nhiệm vụ huấn luyện thủy thủ) và 1 tàu lớp Taigei (2 chiếc nữa đã hạ thủy nhưng chưa hoàn thành).
Trong thời kỳ chiến tranh lạnh, với nhiệm vụ là quét mìn do Hải quân Liên Xô rải, Lực lượng Phòng vệ Biển Nhật Bản có kỹ thuật quét mìn tiên tiến nhất thế giới. Ngày nay, kỹ thuật quét mìn vẫn được tiếp tục được phát triển và được trang bị một số loại tàu quét mìn tiên tiến, bao gồm: 3 tàu viễn dương lớp Yaeyama, 2 tàu cận duyên lớp Uraga, 9 tàu lớp Uwajima, 3 tàu lớp Hirashima và 12 tàu lớp Sugashima.
Lớp tàu hiện đại nhất của Đội phòng vệ này là các khinh hạm lớp Mogami. Chiếc tàu đầu tiên trong số chúng đã nhập biên vào ngay 28 tháng 4 năm 2022. Tính đến nay, lớp Mogami có 3 tàu nhập biên, 3 tàu nữa được hạ thủy  và 4 tàu nữa sẽ đóng trong tương lai.
Lực lượng tàu đổ bộ trong biên chế lực lượng này hiện nay gồm 3 tàu đổ bộ lớp Ōsumi và 1 tàu lớp LCU-2001.
Chính phủ Nhật Bản hiện có kế hoạch nâng số tàu khu trục lên 48-50 chiếc.

### Tàu chiến
| Hình ảnh                          | Tên loại tàu (Lớp) | Nước sản xuất | Năm hoạt động    | Số lượng                      | Tên tàu | Ghi chú             |
| Tàu ngầm (SS)                     | Tàu ngầm (SS)      | Tàu ngầm (SS) | Tàu ngầm (SS)    | Tàu ngầm (SS)                 | Tàu ngầm (SS) | Tàu ngầm (SS)       |
| --------------------------------- | ------------------ | ------------- | ---------------- | ----------------------------- | --- | ------------------- |
|                                   | Lớp Taigei         | Nhật Bản      | 2022             | 5                             | - SS-513 Taigei - SS-514 Hakugei (đã hạ thủy) - SS-515 Jingei (đã hạ thủy) - SS-516 (đang đóng) - SS-517 (đang đóng) |                     |
|                                   | Lớp Sōryū          | Nhật Bản      | 2009             | 12                            | - SS-501 Sōryū - SS-502 Unryū - SS-503 Hakuryū - SS-504 Kenryū - SS-505 Zuiryū - SS-506 Kokuryū - SS-507 Jinryū - SS-508 Sekiryū - SS-509 Seiryū - SS-510 Shōryū - SS-511 Ōryū - SS-512 Tōryū                                                          | Dùng động cơ AIP    |
|                                   | Lớp Oyashio        | Nhật Bản      | 1998             | 11                            | - SS-590→TSS-3608 Oyashio - SS-591→TSS-3609 Michishio - SS-592 Kuroshio - SS-593 Makishio - SS-594 Isoshio - SS-595 Narushio - SS-596 Kuroshio - SS-597 Takashio - SS-598 Yaeshio - SS-599 Setoshio - SS-600 Mochisio                                  | TSS: tàu huấn luyện |
| Hộ tống hạm đa chức năng (DDH)    |                    |               |                  |                               | |                     |
|                                   | Lớp Izumo          | Nhật Bản      | 2015             | 2                             | - DDH-183 Izumo - DDH-184 Kaga |                     |
| Hộ tống hạm chở trực thăng (DDH)  |                    |               |                  |                               | |                     |
|                                   | Lớp Hyūga          | Nhật Bản      | 2009             | 2                             | - DDH-181 Hyūga - DDH-182 Ise |                     |
| Tàu khu trục tên lửa (DDG)        |                    |               |                  |                               | |                     |
|                                   | Lớp Maya           | Nhật Bản      | 2018             | 2                             | - DDG-179 Maya - DDG-180 Haguro |                     |
|                                   | Lớp Atago          | Nhật Bản      | 2007             | 2                             | - DDG-177 Atago - DDG-178 Ashigara |                     |
|                                   | Lớp Kongō          | Nhật Bản      | 1993             | 4                             | - DDG-173 Kongō - DDG-174 Kirishima - DDG-175 Myoukou - DDG-176 Choukai |                     |
|                                   | Lớp Hatakaze       | Nhật Bản      | 1986             | 2                             | - DDG-171→TV-3520 Hatakaze - DDG-172→TV-3521 Shimakaze | TV: Tàu huấn luyện  |
| Tàu khu trục (DD)                 |                    |               |                  |                               | |                     |
|                                   | Lớp Asahi          | Nhật Bản      | Tháng 3 năm 2018 | 2                             | - DD-119 Asahi - DD-120 Shiranui |                     |
|                                   | Lớp Akizuki        | Nhật Bản      | 2012             | 4                             | - DD-115 Akizuki - DD-116 Teruzuki - DD-117 Suzutsuki - DD-118 Fuyuzuki |                     |
|                                   | Lớp Takanami       | Nhật Bản      | 2003             | 5                             | - DD-110 Takanami - DD-111 Oonami - DD-112 Makinami - DD-113 Sazanami - DD-114 Suzunami |                     |
|                                   | Lớp Murasame       | Nhật Bản      | 1996             | 9                             | - DD-101 Murasame - DD-102 Harusame - DD-103 Yuudachi - DD-104 Kurisame - DD-105 Inazuma - DD-106 Samidare - DD-107 Ikazuchi - DD-108 Akebono - DD-109 Ariake                                                                                          |                     |
|                                   | Lớp Asagiri        | Nhật Bản      | 1988             | 8                             | - DD-151→TV-3516 Asagiri - DD-152→TV-3515 Yamagiri - DD-153 Yuugiri - DD-154 Amagiri - DD-155 Hamagiri - DD-156 Setogiri - DD-157 Sawagiri - DD-158 Umigiri                                                                                            | TV: tàu huấn luyện  |
| Tàu hộ tống (DE)                  |                    |               |                  |                               | |                     |
|                                   | Lớp Abukuma        | Nhật Bản      | 1989             | 6                             | - DE-229 Abukuma - DE-230 Jintsuu - DE-231 Ooyodo - DE-232 Sendai - DE-233 Chikuma - DE-234 Tone |                     |
| Tàu tuần phóng đa chức năng (FFM) |                    |               |                  |                               | |                     |
| Tập tin:JS Mogami（FFM-1）.jpg    | Lớp Mogami         | Nhật Bản      | 2022             | 10                            | - FFM-1 Mogami - FFM-2 Kumano - FFM-3 Noshiro - FFM-4 Mikuma (đã hạ thủy) - FFM-5 Yahagi (đã hạ thủy) - FFM-6 Agano (đã hạ thủy) - FFM-7 (đang đóng) - FFM-8 (đang đóng) - FFM-9 (đang đóng) - FFM-10 (đang đóng)                                      |                     |
| Tàu tuần tra tên lửa (PG)         |                    |               |                  |                               | |                     |
|                                   | Lớp Hayabusa       | Nhật Bản      | 2002             | 6                             | - PG-824 Hayabusa - PG-825 Makataka - PG-826 Ootaka - PG-827 Kumataka - PG-828 Umitaka - PG-829 Shirataka |                     |
| Tàu quét mìn trực thăng (MST)     |                    |               |                  |                               | |                     |
|                                   | Lớp Uraga          | Nhật Bản      | 1997             | 2                             | - MST-463 Uraga - MST-464 Bungo | Chở máy bay MH-53E  |
| Tàu quét mìn (MSO)                |                    |               |                  |                               | |                     |
|                                   | Lớp Awaji          | Nhật Bản      | 2017             | 3 (dự kiến đóng thêm 1 chiếc) | - MSO-304 Awaji - MSO-305 Hirado - MSO-306 Etajima - MSO-307 (dự kiến) |                     |
| Tàu quét mìn ven bờ (MSC)         |                    |               |                  |                               | |                     |
|                                   | Lớp Sugashima      | Nhật Bản      | 1999             | 12 (1 chiếc đã nghỉ hưu)      | - MSC-681 Sugashima - MSC-682 Notojima (đã nghỉ hưu) - MSC-683 Tsunoshima - MSC-684 Naoshima - MSC-685 Toyoshima - MSC-686 Ukushima - MSC-687 Isushima - MSC-688 Aishima - MSC-689 Aoshima - MSC-690 Miyajima - MSC-691 Shishijima - MSC-692 Kuroshima |                     |
|                                   | Lớp Hirashima      | Nhật Bản      | 2008             | 3                             | - MSC-601 Hirashima - MSC-602 Yakushima - MSC-603 Takashima |                     |
|                                   | Lớp Enoshima       | Nhật Bản      | 2012             | 3                             | - MSC-604 Enoshima - MSC-605 Chichijima - MSC-606 Hatsushima |                     |

### Máy bay
| Hình ảnh             | Tên loại máy bay   | Nước sản xuất      | Số lượng           | Chức năng                             | Ghi chú                                                 |                    |
| Máy bay trực thăng   | Máy bay trực thăng | Máy bay trực thăng | Máy bay trực thăng | Máy bay trực thăng                    | Máy bay trực thăng                                      | Máy bay trực thăng |
| -------------------- | ------------------ | ------------------ | ------------------ | ------------------------------------- | ------------------------------------------------------- | ------------------ |
|                      | SH-60J             | Nhật Bản           | 103                | Máy bay tuần tra, máy bay chống ngầm  |                                                         |                    |
|                      | SH-60K             | Nhật Bản           | 53                 | Máy bay tuần tra, máy bay chống ngầm  |                                                         |                    |
|                      | UH-60J             | Nhật Bản           | 19                 | Máy bay cứu hộ                        |                                                         |                    |
|                      | MCH-101            | Nhật Bản           | 10                 | Máy bay trực thăng vận tải & quét mìn |                                                         |                    |
|                      | CH-101             | Anh Ý              | 2                  | Máy bay vận tải                       |                                                         |                    |
|                      | TH-135             | Pháp               | 15                 |                                       |                                                         |                    |
| Máy bay cánh cố định |                    |                    |                    |                                       |                                                         |                    |
|                      | F-35B              | Hoa Kỳ             | Không rõ           | Máy bay chiến đấu đa năng             | Dự kiến sẽ trang bị trên các Hộ tống hạm chở trực thăng |                    |
|                      | P-3C Orion         | Nhật Bản           | 80                 | Máy bay tuần tra, máy bay chống ngầm  |                                                         |                    |
|                      | P-1                | Nhật Bản           | 12                 | Máy bay tuần tra, máy bay chống ngầm  | Vào 2007, loại máy bay này từng được đặt tên là XP-1    |                    |
|                      | US-1A              | Nhật Bản           | 1                  | Máy bay tìm kiếm và cứu nạn           | Thủy phi cơ                                             |                    |
|                      | US-2               | Nhật Bản           | 5                  | Máy bay tìm kiếm và cứu nạn           | Thủy phi cơ                                             |                    |
|                      | T-5                | Nhật Bản           | 64                 | Máy bay huấn luyện                    |                                                         |                    |
|                      | TC-90              | Nhật Bản           | 28                 | Máy bay huấn luyện                    |                                                         |                    |
|                      | C-130R             | Nhật Bản           | 6                  | Máy bay vận tải                       |                                                         |                    |

## Các đơn vị
- Hạm đội Phòng vệ
  - Hạm đội tàu khu trục: 

Các vùng hải quân của Nhật Bản

    - 4 liên đội tàu cơ động và 5 liên đội tàu địa phương. Ngoài ra còn có các đơn vị huấn luyện.
      - Mỗi liên đội cơ động chia thành 2 hải đội. Mỗi liên đội địa phương gồm 1 hải đội.
        - Mỗi liên đội cơ động có 4 tàu khu trục, gồm các loại tàu khu trục mang trực thăng (DDH), tàu khu trục mang tên lửa điều khiển (DDG) và tàu khu trục khác (DD). Mỗi liên đội địa phương có 3 hoặc 4 tàu khu trục (DD) hoặc tàu khu trục hạng nhẹ (tàu frigate).

  - Không lực Hải quân: gồm 8 phi đội chống ngầm và các đơn vị vận tải, huấn luyện, chiến tranh điện tử khác.
  - Hạm đội tàu ngầm: gồm 2 liên đội tàu ngầm và các đơn vị huấn luyện.
  - Bộ Chỉ huy phá thủy lôi
  - Tình báo hải quân
  - Cục Hải dương học (Lực lượng Phòng vệ Biển)
  - Cục Nghiên cứu và Phát triển (Lực lượng Phòng vệ Biển)
  - Đơn vị Đặc nhiệm
- Vùng Hải quân Yokosuka
- Vùng Hải quân Kure
- Vùng Hải quân Sasebo
- Vùng Hải quân Maizuru
- Vùng Hải quân Ominato
- Các đơn vị khác

## Cấp bậc trong đơn vị
Cấp bậc cao nhất trong Lực lượng Phòng vệ Biển Nhật Bản là Hải tướng (海将, Kaishō), tương đương cấp bậc Phó đô đốc trong hải quân của nhiều quốc gia. Ngoài ra, chức vụ Mạc liêu trưởng (幕僚長, Bakuryō-chō, tương đương Tham mưu trưởng), là chức vụ quân sự cao cấp nhất trong Lực lượng Phòng vệ Biển Nhật Bản, do một sĩ quan cấp Hải tướng nắm giữ, được mang một cấp hiệu khác biệt so với các Hải tướng khác, được xem là tương đương cấp bậc Đô đốc. Ngoài ra, trường hợp sĩ quan cấp Hải tướng nắm giữ chức vụ Thống hợp Mạc liêu trưởng (統合幕僚長, Tōgō Bakuryō-chō, tương đương Tham mưu trưởng Liên quân) cũng được mang cấp hiệu tương đương Đô đốc.
| Tên cấp bậc (tiếng Nhật) | Tên cấp bậc (Romanji)   | Tên cấp bậc (âm Hán-Việt) | Tên cấp bậc (cấp tương đương) | Phân hạng NATO |
| ------------------------ | ----------------------- | ------------------------- | ----------------------------- | -------------- |
| Cấp Sĩ Quan chỉ huy      |                         |                           |                               |                |
| 幕僚長たる海将           | Bakuryō-chō taru Kaishō | Mạc Liêu trưởng hải tướng | Đô đốc                        | OF-9           |
| 海将                     | Kaishō                  | Hải tướng                 | Phó đô đốc                    | OF-8           |
| 海将補                   | Kaishō-ho               | Hải tướng bổ              | Chuẩn đô đốc                  | OF-7           |
| 1等海佐                  | Ittō Kaisa              | Nhất đẳng hải tá          | Đại tá                        | OF-5           |
| 2等海佐                  | Nitō Kaisa              | Nhị đẳng hải tá           | Trung tá                      | OF-4           |
| 3等海佐                  | Santō Kaisa             | Tam đẳng hải tá           | Thiếu tá                      | OF-3           |
| 1等海尉                  | Ittō Kaii               | Nhất đẳng hải úy          | Đại úy                        | OF-2           |
| 2等海尉                  | Nitō Kaii               | Nhị đẳng hải úy           | Trung úy                      | OF-1           |
| 3等海尉                  | Santō Kaii              | Tam đẳng hải úy           | Thiếu úy                      | OF-1           |
| Cấp Chuẩn sĩ quan        |                         |                           |                               |                |
| 准海尉                   | Jun Kaii                | Chuẩn Hải úy              | Chuẩn úy                      | OR-9           |
| Cấp Hạ sĩ Quan           |                         |                           |                               |                |
| 海曹長                   | Kaisō-chō               | Hải tào trưởng            | Thượng sĩ trưởng              | OR-8           |
| 1等海曹                  | Ittō Kaisō              | Nhất đẳng hải tào         | Thượng sĩ                     | OR-7           |
| 2等海曹                  | Nitō Kaisō              | Nhị đẳng hải tào          | Trung sĩ                      | OR-6           |
| 3等海曹                  | Santō Kaisō             | Tam đẳng hải tào          | Hạ sĩ                         | OR-5           |
| Cấp Binh sĩ              |                         |                           |                               |                |
| 海士長                   | Kaishi-chō              | Hải sĩ trưởng             | Binh trưởng                   | OR-3           |
| 1等海士                  | Ittō Kaishi             | Nhất đẳng hải sĩ          | Binh nhất                     | OR-2           |
| 2等海士                  | Nitō Kaishi             | Nhị đẳng hải sĩ           | Binh nhì                      | OR-1           |

Dưới đây là hình ảnh quân hàm của Lực lượng Phòng vệ Biển Nhật Bản.
| Loại        | Đô đốc | Phó Đô đốc | Chuẩn Đô đốc | Đại tá | Trung tá | Thiếu tá | Đại uý | Trung uý | Thiếu uý | Chuẩn uý |
| ----------- | ------ | ---------- | ------------ | ------ | -------- | -------- | ------ | -------- | -------- | -------- |
| Loại A      |        |            |              |        |          |          |        |          |          |          |
| Loại B      |        |            |              |        |          |          |        |          |          |          |
| Loại C      |        |            |              |        |          |          |        |          |          |          |
| Bản tóm tắt |        |            |              |        |          |          |        |          |          |          |

| Loại        | Thượng sĩ trưởng | Thượng sĩ | Trung sĩ | Hạ sĩ | Binh trưởng | Binh nhất | Binh nhì |
| ----------- | ---------------- | --------- | -------- | ----- | ----------- | --------- | -------- |
| Loại A      |                  |           |          |       |             |           |          |
| Loại B      |                  |           |          |       |             |           |          |
| Loại C      |                  |           |          |       |             |           |          |
| Bản tóm tắt |                  |           |          |       |             |           |          |